# Alexander Beilinson

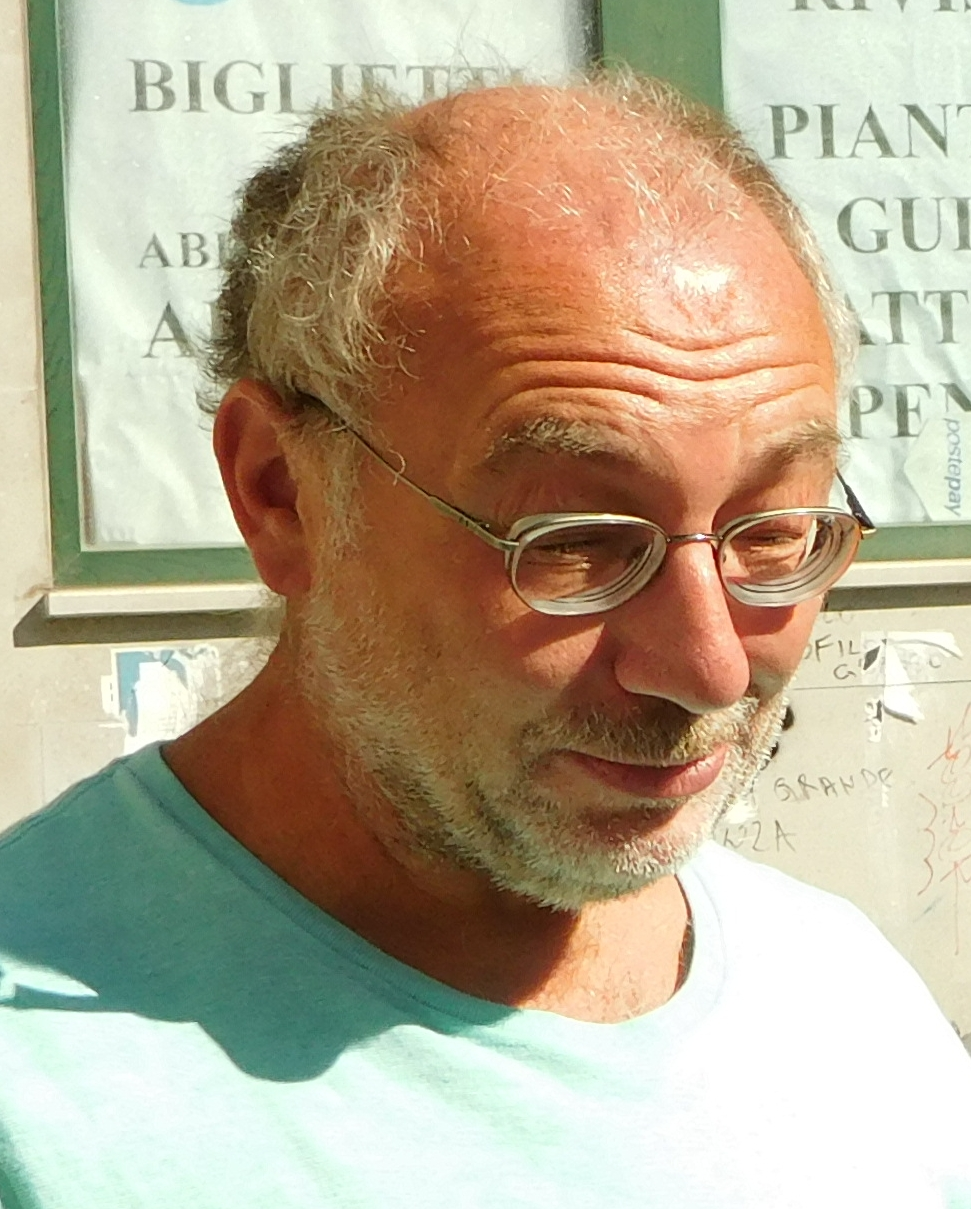
Alexander Beilinson (2016)

Alexander Alexandrowitsch „Sasha“ Beilinson, russisch Александр Александрович Бейлинсон (* 13. Juni 1957) ist ein russischer Mathematiker, der sich mit arithmetisch-algebraischer Geometrie, Darstellungstheorie und mathematischer Physik beschäftigt.

## Leben und Werk
Beilinson studierte in Moskau, wo er bei Yuri Manin promoviert wurde. 1980 bis 1988 war er Forschungsmathematiker an einem kardiologischen Zentrum in Moskau. 1989 bis 1998 unterrichtete er im Herbst am Massachusetts Institute of Technology (MIT) und war gleichzeitig Wissenschaftler am Landau-Institut für Theoretische Physik in Tschernogolowka in Russland. Seit 1998 ist er „David and Mary Winton Green“-Professor für Mathematik an der Universität Chicago, wo auch Spencer Bloch unterrichtet, mit dem er eng zusammenarbeitete.
In der Darstellungstheorie bewies er mit Joseph Bernstein 1981 die Kazhdan-Lusztig-Vermutungen, wobei die beim Beweis verwendeten Methoden einflussreich in der Entwicklung der geometrischen Darstellungstheorie waren. Mit Bernstein, Pierre Deligne und Ofer Gabber führte er perverse sheaves ein und bewies für diese um 1982 das Decomposition theorem, den schweren Lefschetz-Satz und einen Halbeinfachheitssatz (für positive Charakteristik und Existenz einer Galoisgruppen-Wirkung).
1982 veröffentlichte er in einem Brief an Soulé Vermutungen über die Existenz einer motivischen Kohomologie für Schemata bzw. algebraische Varietäten. Die Vermutungen sind in den 1990er Jahren im Programm von Wladimir Wojewodski und Andrei Suslin zur Konstruktion solcher motivischer Kohomologietheorien teilweise realisiert worden.
1984 formulierte er in Higher Regulators and Values of {\displaystyle L}-Functions die für die weitere Entwicklung der arithmetisch-algebraischen Geometrie wegweisenden Beilinson-Vermutungen, die die führenden Terme der Taylorentwicklung der {\displaystyle L}-Funktionen algebraischer Varietäten an ganzzahligen Stellen mit den {\displaystyle K}-Gruppen und der Deligne-Beilinson-Kohomologie der Varietät in Verbindung setzen. Sie umfassen auch eine ganze Reihe bekannter älterer Vermutungen wie die Tate-Vermutungen über algebraische Zyklen und die Vermutung von Birch und Swinnerton-Dyer  für elliptische Kurven.
Mit Vladimir Drinfeld, der ebenfalls an der Universität Chicago ist und den er noch aus Moskau kannte, arbeitete er an einer Neuformulierung der Theorie der Vertexalgebren, die 2004 als Buch Chiral Algebras (AMS) erschien, die Anwendungen in der Stringtheorie und konformen Feldtheorie haben. Beide leisteten auch grundlegende Beiträge zum geometrischen Langlandsprogramm (sie erkannten, einer Anregung von Edward Witten folgend, die Bedeutung von Hitchin-Fasern).
1983 war er Invited Speaker auf dem Internationalen Mathematikerkongress in Warschau (Localization of representations of reductive Lie algebras). 1984 erhielt er den Mathematik-Preis der Moskauer Mathematischen Gesellschaft, 1999 den Ostrowski-Preis. Seit 2000 ist er auswärtiges Mitglied der Academia Europaea. 2008 wurde er in die American Academy of Arts and Sciences aufgenommen. 2018 erhielt er den Wolf-Preis für Mathematik, 2020 den Shaw Prize für Mathematik.

## Schriften
- Higher regulators and values of L-functions on curves, Functional Analysis and its Applications, Band 14, 1980, Heft 2
- mit J. Bernstein: Localisation de {\displaystyle {\mathfrak {g}}}-modules. In: Comptes Rendus des Séances de l'Académie des Sciences. Serie 1: Sciences Mathématique. Band 292, Nr. 1, 1981, S. 15–18.
- mit J. Bernstein, P. Deligne: Faisceaux pervers. In: Analyse et topologie sur les espaces singuliers. CIRM, 6–10 juillet 1981 (= Astérisque. 100). Band 1. Société Mathématique de France, Paris 1982, S. 5–171.
- Высшие регуляторы и значения {\displaystyle L}-функций. In: Итоги Науки и Техники. Band 24, 1984, S. 181–238, (Englisch: Higher regulators and values of {\displaystyle L}-functions. In: Journal of Soviet Mathematics. Band 30, Nr. 2, 1985, S. 2036–2070, doi:10.1007/BF02105861).
- mit J. Bernstein: A proof of Jantzen conjectures. In: Sergei Gelfand, Simon Gindikin (Hrsg.): I. M. Gelfand Seminar (= Advances in Soviet Mathematics. 16, 1). American Mathematical Society, Providence RI 1993, ISBN 0-8218-4118-1, S. 1–50, (Digitalisat).
- mit Victor Ginzburg, Wolfgang Soergel: Koszul duality patterns in representation theory. In: Journal of the American Mathematical Society. Band 9, Nr. 2, 1996, S. 473–527, doi:10.1090/S0894-0347-96-00192-0.
- mit V. Drinfeld: Chiral algebras (= American Mathematical Society. Colloquium Publications. 51). American Mathematical Society, Providence RI 2004, ISBN 0-8218-3528-9.